# Jorge Soria Quiroga
Jorge Alejandro Soria Quiroga (Iquique, 1 de noviembre de 1936) es un operador naviero y político regionalista chileno de larga trayectoria por diversos partidos políticos. Ha ejercido como alcalde de Iquique en siete periodos: 1964-1970, 1970-1973, 1992-1996, 1996-2000, 2000-2004, 2004-2007 y 2012-2016. Desde marzo de 2018 ejerce como senador por la Región de Tarapacá.

## Vida familiar
Nacido en Iquique el 1 de noviembre de 1936, hijo de Alejandro Soria Varas, militante socialista iquiqueño, empresario e intendente de la Provincia de Tarapacá durante el gobierno de Salvador Allende. 
Está casado con María Inés Macchiavello, exconcejala por Iquique y de Alto Hospicio. Tiene dos hijos: Jorge (exdiputado y consejero regional desde 2012) y Mauricio (alcalde de Iquique desde 2016).

## Carrera política

### Inicios, primera alcaldía de Iquique y dictadura militar (1963-1970)
A los 26 años, en las elecciones de 1963, fue elegido regidor por su ciudad natal. Poco después, el 24 de febrero de 1964 fue elegido por primera vez alcalde de Iquique luego de la renuncia del entonces alcalde Samuel Astorga Jorquera. Seguidamente fue reelecto en el cargo, ejerciéndolo hasta 1973, cuando fue removido de este tras el golpe de Estado del 11 de septiembre.
Tras su salida forzada de la Municipalidad se le envió al campo de prisioneros de Pisagua, siendo posteriormente enviado en calidad de relegado a Mulchén, en la Provincia del Biobío. 

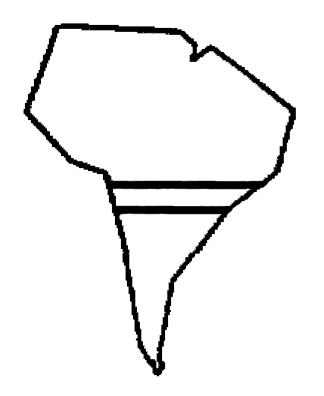
Símbolo de la candidatura de Jorge Soria en 1989.

Fue parte de los fundadores del Partido por la Democracia (PPD) en la Región de Tarapacá. Ante la llegada del plebiscito que definiría la continuidad de la dictadura de Pinochet, Soria se unió al comando del No, participando activamente en la campaña realizada en la región. Para las elecciones parlamentarias de 1989 decidió postular en calidad de independiente como candidato al Senado por la primera circunscripción de Tarapacá, quedando en tercer lugar con un 16,74 %, pero no resultando elegido.

### Segunda alcaldía (1992-2007)
Posteriormente se adhiere a las filas del Partido Comunista para poder competir en las elecciones municipales de 1992 en Iquique, donde consigue el primer lugar con 25 197 votos (equivalentes al 36,93 %), superando estrechamente a la entonces alcaldesa en ejercicio Myrta Dubost Jiménez. Así, a contar del 26 de septiembre de 1992 asume como Alcalde de Iquique para el periodo 1992-1996.
Tiempo después se retiraría del Partido Comunista y se uniría a la Concertación, específicamente como militante del PPD. Respaldado por este partido fue reelegido como Alcalde por un nuevo periodo en las elecciones de 1996, sumando 33 925 votos (48,43 %).
En su periodo de alcalde se realizó la construcción del nuevo casino municipal, el parque Las Américas (Parque Playa Brava), el hermoseamiento de la avenida Costanera, entre otras obras.
Reelecto para un tercer periodo en la Alcaldía en las elecciones del 2000, donde alcanzó los 41 337 votos equivalentes al 54,34 %).
En 2000 Soria renunció al PPD. Más tarde, en diciembre de 2003, fundó el Partido Acción Regionalista, por el cual compitió en las primeras elecciones directas de alcaldes de 2004, donde obtuvo el 33 602 votos (51,61%), asumiendo su cuarto periodo (2004-2008), que no alcanzó a concluir debido a una investigación judicial en su contra por fraude al Fisco. Apoyó la postulación de su hijo Mauricio como su sucesor en las elecciones de 2008, pero este no resultó elegido.

### Destitución, tercera alcaldía y senador (2007-)
Además de no poder repostular en 2008, la situación judicial de Soria le impidió presentar una candidatura al Senado en las elecciones de 2009.
Después de haber sido absuelto de la Corte Suprema, y con el apoyo del Partido Comunista encabezado por el diputado Hugo Gutiérrez, decidió volver a postular a la Alcaldía de Iquique en las elecciones municipales de 2012, obteniendo el triunfo con un 53,9 % de los votos, y asumiendo nuevamente como edil a contar del 6 de diciembre de 2012.
En diciembre de 2015 renunció a su militancia en el partido MAS Región y anunció intenciones de presentar una candidatura a senador por la Región de Tarapacá en las elecciones parlamentarias de 2017, para lo cual creó el partido político Por la Integración Regional junto a exmilitantes de Fuerza del Norte. El 7 de octubre de 2016 anunció su renuncia a la alcaldía de Iquique, debido a su intención de ser candidato a senador en las elecciones parlamentarias de 2017.

## Controversias

### Proceso judicial por fraude al Fisco
Durante 2006 se inició una investigación judicial en su contra, que lo llevó a ser condenado por el Juzgado de Letras de Iquique a 1.082 días de prisión por negociación incompatible, fraude y cohecho, además de quedar inhabilitado del ejercicio de su cargo. En su reemplazo el consejo municipal de Iquique eligió a la concejala de derecha Myrta Dubost como alcaldesa suplente en 2007.
Luego de siete años en proceso, el 24 de abril de 2012, la Corte Suprema, en fallo unánime (5 votos contra 0), absolvió a Jorge Soria de todo cargo, declarándolo inocente y dejando abierta la posibilidad de poder optar a cargos públicos. Soria, desde Tocopilla anunció su postulación como candidato a alcalde por Iquique.[cita requerida]

## Historial electoral

### Elecciones parlamentarias de 1989
- Elecciones parlamentarias de 1989 para Senador por la Circunscripción 1, Región de Tarapacá, (Arica, Camarones, Camiña, Colchane, General Lagos, Huara, Iquique, Pica, Pozo Almonte, Putre)[15]

### Elecciones municipales de 1992
- Elecciones municipales de 1992, Iquique[16]

### Elecciones municipales de 1996
- Elecciones municipales de 1996, Iquique[17]

### Elecciones municipales de 2000
- Elecciones municipales de 2000, Iquique[18]

### Elecciones municipales de 2004
- Elecciones municipales de 2004, Iquique[19]

### Elecciones municipales de 2012
- Elecciones municipales de 2012, Iquique[20]

### Elecciones parlamentarias de 2017
- Elecciones parlamentarias de 2017 para Senador por la 2° Circunscripción, Región de Tarapacá, (Alto Hospicio, Camiña, Colchane, Huara,  Iquique,  Pica,  Pozo Almonte)[21]